# Ștefan Golescu
Ștefan Golescu (n. 1809, Câmpulung, Muscel, România – d. 27 august 1874, Nancy, Franța) a fost un politician român, ministru în varii guverne și cel de-al optulea prim-ministru al României în perioada 1867-1868.

## Biografie
Fiu al marelui cărturar patriot boier Dinicu Golescu și fratele lui Nicolae Golescu. A studiat în Elveția, a servit în armata valahă, iar în 1836 a ajuns la gradul de maior. A participat la Revoluția din 1848 din Țara Românească și a fost membru al Guvernului provizoriu. În același an, 1848, era Venerabilul Lojii masonice bucureștene Frăția. 
După înăbușirea revoluției a trăit în exil până în 1857. A fost membru în partidul liberal condus de Ion Brătianu. După întoarcerea în țară a fost deputat în Adunarea ad-hoc a Țării Românești, apoi ministru și prim-ministru în timpul lui Alexandru Ioan Cuza.
În 1865, s-a alăturat celor care au conspirat pentru îndepărtarea de la domnie a Principelui Cuza, ca urmare a măsurilor luate de acesta împotriva proprietății marilor latifundiari.

## Galerie imagini

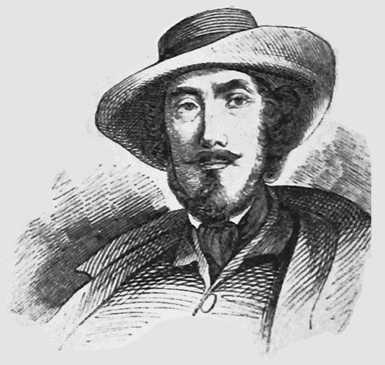
Ştefan Golescu
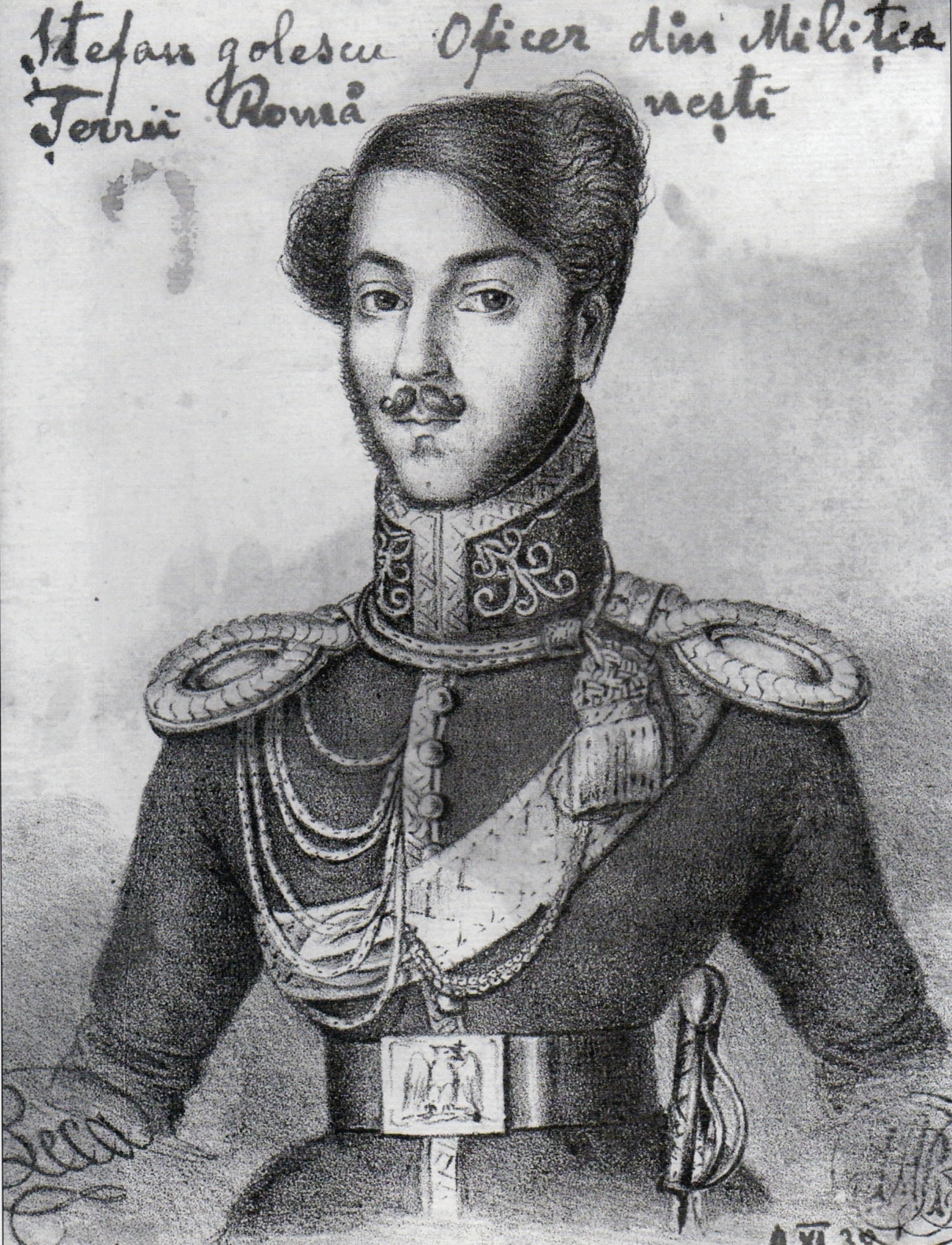
Ştefan Golescu - de Constantin Lecca